# Album polski
Album polski – polski film obyczajowy z roku 1970 w reżyserii Jana Rybkowskiego. Autorem scenariusza jest Ryszard Frelek. Film ten składa się z dwu części Anna oraz Maria. Nagrodę Ministra Obrony Narodowej I stopnia w r. 1970 otrzymali Jan Rybkowski za reżyserię, Ryszard Frelek za scenariusz i Witold Sobociński za zdjęcia.

## O filmie
Anna, studentka dziennikarstwa (Barbara Brylska), i Tomek, student Politechniki (Andrzej Seweryn), spotykają się na wędrówce w czasie wakacji. Oboje dobrze znają stare zdjęcie pochodzące z czasopisma frontowego z 1945 roku, na którym widnieją żołnierze. W ich grupce znajduje się ojciec Tomka, Piotr (Jan Machulski). Dla matki Anny – Marii (również rola B. Brylskiej), fotografia ta jest cenną pamiątką. Anna postanawia dowiedzieć się, kim są inni bohaterowie tego zdjęcia, a potem zrobić reportaż o ich losach wojennych i obecnej sytuacji. Wkrótce okazuje się, że ojciec Tomka i matka Anny byli kiedyś parą.

## Obsada
- Barbara Brylska jako 1) Anna; 2) Maria, matka Anny
- Jan Machulski jako Piotr, ojciec Tomka
- Bolesław Płotnicki jako Bolesław Perkuć
- Andrzej Seweryn jako Tomek

oraz:
- Maciej Damięcki jako milicjant Józek
- Kazimierz Fabisiak jako profesor archeologii
- Franciszek Pieczka jako kolejarz Franek, ojczym Anny
- Tadeusz Schmidt jako Jan
- Leonard Andrzejewski jako Stanisław Koliński „Sęp”, przywódca oddziału NSZ
- Tadeusz Bartosik jako sekretarz PPR
- Bogusz Bilewski jako bandyta
- Janusz Bylczyński jako PSL-owiec
- Barbara Drapińska jako Sanitariuszka radziecka
- Bohdan Ejmont jako lekarz radziecki
- Stanisław Frąckowiak
- Marek Gajewski jako Jerzy Lachowicz, żołnierz, który uratował życie Piotrowi
- Roland Głowacki jako morderca Józka
- Marian Godlewski jako niemiecki profesor
- Wiktor Grotowicz jako SS-mann
- Ryszarda Hanin jako matka Piotra
- Eugeniusz Kamiński jako PPR-owiec Stefan
- Zbigniew Koczanowicz jako urzędnik repatriacyjny
- Wacław Kowalski jako Mazur
- Jerzy Kownas jako sierżant
- Jadwiga Kurylukówna jako matka Józka
- Jarosław Kuszewski jako Andrzej
- Jan Maciejowski
- Grażyna Marzec jako matka Tomka
- Jeanette Mataczyńska
- Kazimierz Meres jako oficer z oflagu
- Adam Mularczyk jako kolejarz
- Stanisław Niwiński jako Ślązak, dezerter z Wehrmachtu
- Adam Pawlikowski jako NSZ-owiec
- Adam Perzyk jako Więzień
- Ryszard Pietruski jako mężczyzna jadący do Warszawy
- Ewa Pokas jako Cudzoziemka
- Maciej Rayzacher jako Jerzy, ojciec Anny
- Aleksander Sewruk jako lekarz
- Witold Skaruch jako nauczyciel
- Franciszek Staniewski jako milicjant
- Roman Sykała jako SS-mann
- Anna Wesołowska jako pielęgniarka
- Danuta Wodyńska jako kobieta jadąca do Częstochowy
- Andrzej Zaorski jako kolega Anny
- Witold Dederko jako mężczyzna w mieszkaniu Marii
- Zbigniew Dobrzyński jako były więzień obozu koncentracyjnego
- Urszula Gałecka jako Niemka jadąca garbusem do Olsztyna
- Helena Gruszecka jako kobieta w pociągu
- Jerzy Januszewicz jako mężczyzna obserwujący zabicie Józka
- Mieczysław Kalenik jako żołnierz niemiecki znajdujący niemieckiego komunistę
- Janusz Kłosiński jako były więzień obozu koncentracyjnego
- Tadeusz Kosudarski jako milicjant aresztujący mordercę Józka
- Katarzyna Łaniewska jako żona Mazura
- Jerzy Molga jako zięć Perkucia
- Jerzy Moes jako strażnik kolumny więźniów obozu koncentracyjnego
- Ludwik Pak jako mężczyzna w szoferce
- Wojciech Skibiński jako lekarz
- Bogusław Sochnacki jako szabrownik
- Tadeusz Somogi jako NSZ-owiec
- Karol Strasburger jako żołnierz wkopujący słup graniczny
- Ewa Wiśniewska jako Barbara, asystentka profesora, dziewczyna Tomka

## Zdjęcia
- Cedynia, Gdańsk, Kołobrzeg, Łękinia, Miastko, Moryń, okolice Przeradza, Słosinko, Szczecin, Warszawa, Wrocław, Zbiornik Czymanowo.